# Transbaião

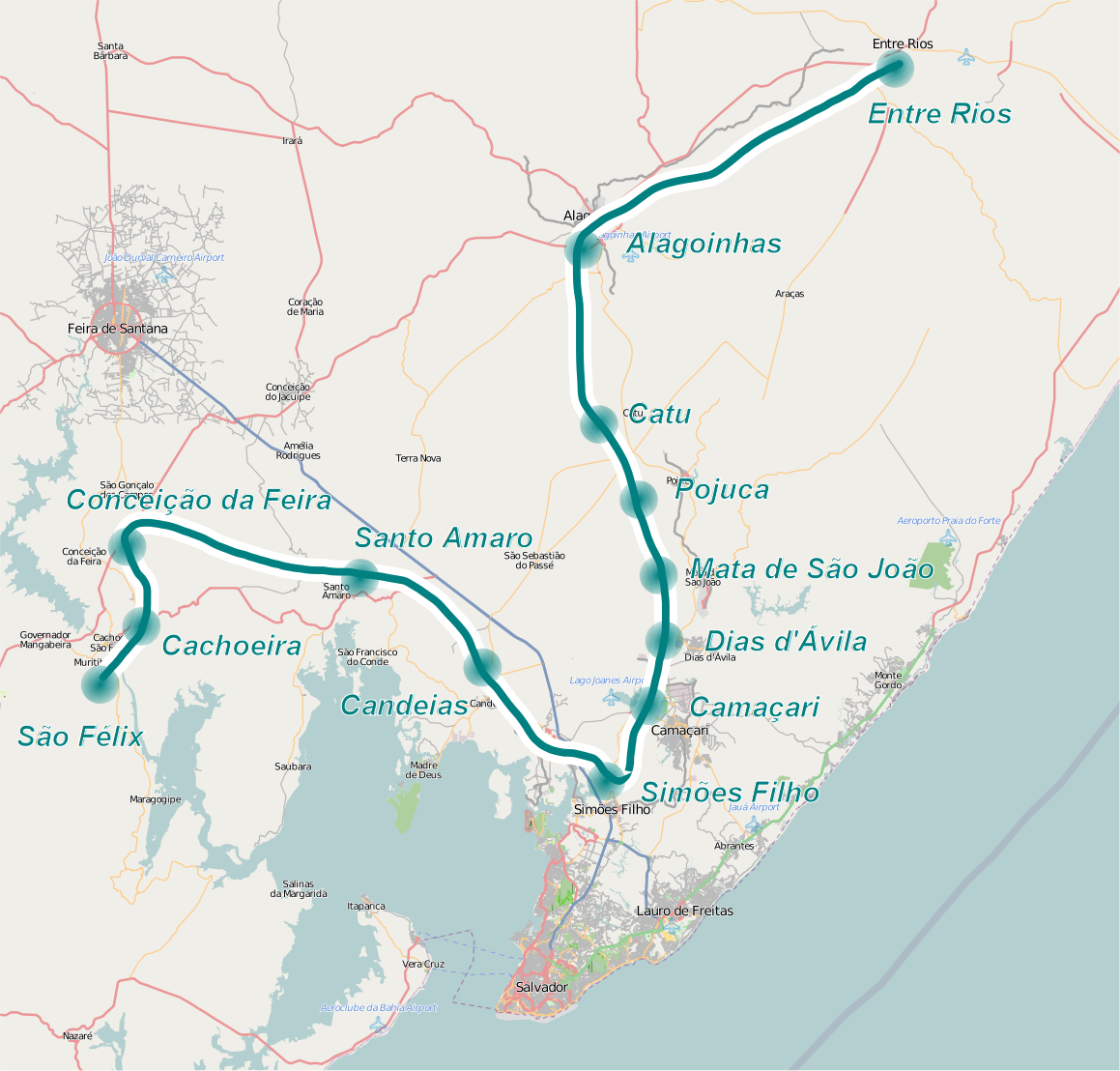
Cidades percorridas pelo Transbaião

Transbaião foi um trem turístico que percorria 13 municípios do Recôncavo Baiano, no Brasil. Lançado em 2011, inicialmente era fruto de uma parceria entre o então deputado federal Luiz Argôlo, idealizador do projeto, e a Ferrovia Centro-Atlântica (FCA), concessionária de transportes ferroviário de cargas no estado. Foi uma homenagem aos 100 anos de nascimento de Luiz Gonzaga, o rei do baião, completados em 2012.
Com o mote "a cultura viaja aqui", o projeto turístico-cultural foi associado ao resgate das histórias das cidades da região e da cultura nordestina, ao conectar o transporte ferroviário, história e cultura musical do forró. Além disso, tinha a premissa também de recuperar o transporte sobre trilhos de passageiros, o qual foi interrompido na Bahia em 1982. O circuito do trem turístico envolveu os 272 quilômetros de trilhos que ligam São Félix e Entre Rios, passando por Cachoeira, Conceição da Feira, Santo Amaro, Candeias, Simões Filho, Camaçari, Dias d'Ávila, Mata de São João, Pojuca, Catu, Alagoinhas. A primeira viagem foi realizada durante o período das festas juninas de 2011, começando pelo trecho entre Simões Filho e Camaçari no dia 14 de junho, seguindo a programação com Catu-Alagoinhas no dia 17, Conceição da Feira-Cachoeira em 25 de junho e Alagoinhas-Entre Rios no dia 26.
Entre 2012 e 2013, o projeto recebeu aprovações do Ministério da Cultura, sob o pretexto de oferecer passeios de trem gratuitos a moradores de baixa renda da região. Contudo, na prática, as viagens foram destinadas a 54 convidados de Luiz Argôlo. Além desses passeios para convidados, foram promovidos shows e "ações de cidadania", com a distribuição de atendimentos médicos e cirurgias à população das cidades integrantes do circuito. Em 2017, a prestação de contas foi rejeitada e os valores tiveram que ser devolvidos ao ministério.